# Zarudeciko, Zbaraj
Zarudeciko (în ucraineană Зарудечко) este un sat în comuna Kapustînți din raionul Zbaraj, regiunea Ternopil, Ucraina. Satul este situat în nord-estul regiunii istorice Galiția.

## Demografie
Componența lingvistică a localității Zarudeciko
     Ucraineană (100%)
Conform recensământului din 2001, toată populația localității Zarudeciko era vorbitoare de ucraineană (100%).